# Julia Shaw (psychologe)

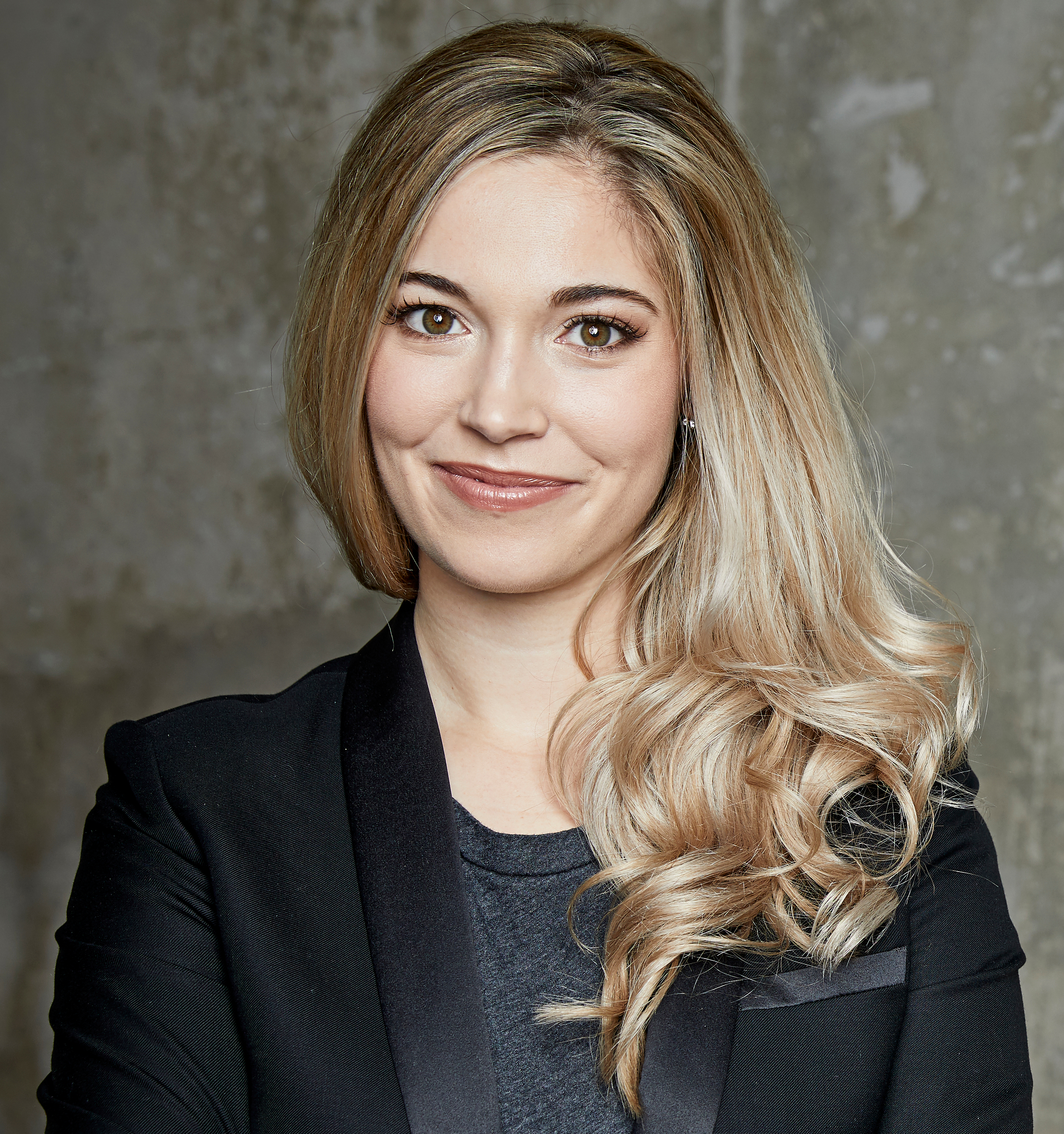
Julia Shaw (2018)

Julia Shaw (Keulen, 20 januari 1987) is een Duits-Canadese psychologe en populairwetenschappelijke schrijver die gespecialiseerd is in valse herinneringen. Shaw is sinds 2017 ere-onderzoeksmedewerker psychologie aan het University College London (UCL) en was tussen 2015 en 2017 een bijdrager aan Scientific American. Sinds 2020 is ze co-host van de BBC Sounds true crime-podcast Bad People met de Deense comédienne Sofie Hagen. Naast haar specialisatie in valse herinneringen is Shaw de grondlegger van de Bisexual Research Group; een vooraanstaand internationaal consortium van onderzoekers gericht op de studie van biseksualiteit. De onderzoeksgroep organiseert tevens jaarlijks een internationaal congres omtrent bi+ onderzoek.

## Academische loopbaan
In 2004 begon Shaw aan een bachelor-opleiding psychologie aan de Simon Fraser-universiteit. Vervolgens verkreeg zij een mastergraad in psychologie en recht aan de Universiteit Maastricht. Na haar studie in Nederland keerde ze terug naar Canada om te promoveren in de psychologie aan de Universiteit van Brits-Columbia met het proefschrift "Constructing Rich False Memories of Committing Crime". Haar tweede mastergraad, in lhbti-geschiedenis aan de Goldsmiths, Universiteit van Londen, verwierf zij na haar doctoraatsstudie.

## Privéleven en activisme
In 2019, in haar boek Making Evil (vertaling: Psychologie van het kwaad), kwam Shaw publiekelijk uit voor haar biseksualiteit. Deze persoonlijke ontwikkeling was voor haar een intrinsieke motivatie om meer te onderzoeken over biseksualiteit. Toen ze geen enkel omvattend boek kon vinden over haar seksualiteit, begon ze met het schrijven van haar derde boek, Bi: The Hidden Culture, History, and Science of Bisexuality (2022). Tijdens het schrijven van Bi (2022), richtte Shaw de Bisexual Research Group op voor de bevordering van internationaal onderzoek op het gebied van bi+ identiteiten. Vanwege haar Duits-Canadese achtergrond is Shaw zowel vloeiend in het Duits als in het Engels. Shaw heeft sinds 2020 een geregistreerd partnerschap met Paul, een Brits advocaat.

## Publicaties
- Valse herinnering. Waarom je herinneringen niet kunt vertrouwen. Colibri, 2017, ISBN 978-5-389-11727-3
- Psychologie van het kwaad: waarom iemand de donkere kant kiest. Alpina-uitgever , 2020, ISBN 978-5-9614-3203-9
- Bi: The Hidden Culture, History, and Science of Bisexuality. Canongate Books, 2022, ISBN 978-1-8388-5416-4

- Gemeinsame Normdatei: 1114693561
- International Standard Name Identifier: 0000 0001 2442 0876
- Library of Congress Control Number: no2016125952
- Nationale Bibliotheek van Letland: 000323529
- Nationale Bibliotheek van Tsjechië: jo2017956249
- Nationale Bibliotheek van Israël: 987008984084005171
- Nederlandse Thesaurus van Auteursnamen: 407814272
- ORCID: 0000-0003-3585-3081
- Système universitaire de documentation: 219478600
- Virtual International Authority File: 243999300
- WorldCat: E39PCjxKqX9PTjxhfpqw3Pb36X